# Vulture's
Vulture's（ヴァルチャーズ）は、以下の2つのグラフィック付きローグライクゲームの総称。
- 『Vulture's Eye』はグラフィック付きNetHack。
- 『Vulture's Claw』はグラフィック付きSlash'EM。

これら2つのゲームは、ゲームの核であるNetHackとSlash'EMがもともとテキストベースの2次元画面であるのに対し、両方ともクオータビュー画面で進められるゲームである。
Vulture'sは開発が停止しているローグライクゲームFalcon's Eyeの派生版である。Vulture'sは基礎となったFalcon's Eyeに加えてSlash'EMコアも使え、コアの最新ソース・大量のグラフィックとサウンド・多くのバグ修正・パフォーマンスの強化を組み込み、オープンで協力的な開発体制となっている。
2006年4月上旬、古いコアをかなり書き直したバージョン2.0.0が公開された。これによって現在のゲームは画像の透明度設定・24ビットカラー表示が可能になり、コアの描画ルーチンにSDLを広く使えるようになった。
最新バージョンの2.1.0はLinux・FreeBSD・Mac OS X・Windowsで動作する。
Vulture'sはNetHack General Public License下で公開されている。